# Gordon Banks (Politiker)

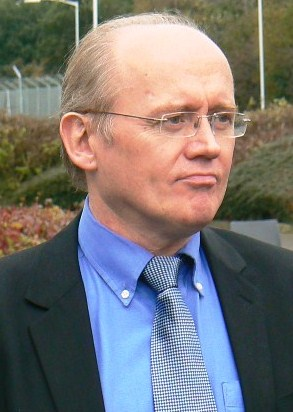
Gordon Banks

Gordon Banks (* 14. Juni 1955) ist ein britischer Politiker.

## Politischer Werdegang
Erstmals trat Banks bei den Unterhauswahlen 2005 zu Wahlen auf nationaler Ebene an. Er bewarb sich für die Labour Party um das Mandat des Wahlkreises Ochil and South Perthshire, der im Zuge der Wahlkreisreform 2005 neu geschaffen wurde. Mit einem Stimmenanteil von 31,4 % setzte sich Banks knapp gegen seine Kontrahenten, darunter die SNP-Politikerin Annabelle Ewing sowie die Konservative Elizabeth Smith, durch und zog in der Folge erstmals in das britische Unterhaus ein. Im Parlament wurde er als Parliamentary Private Secretary unter dem Minister James Purnell in den Ressorts Arbeit und Rente sowie Kultur, Medien und Sport eingesetzt.
Bei den folgenden Unterhauswahlen 2010 steigerte Banks seinen Stimmenanteil und verteidigte damit sein Mandat. Im Schattenkabinett der Labour Party nahm Banks nach den Wahlen zunächst einen juniorministeriellen Posten für Wirtschaft und Innovation ein, ab 2011 war er für einen ebensolchen Posten im Schottlandministerium vorgesehen. Nach Stimmverlusten schied Banks jedoch bei den Unterhauswahlen 2015 aus dem House of Commons aus. Das Mandat gewann die SNP-Kandidatin Tasmina Ahmed-Sheikh.